# Nairobi
Nairobi Kenya fővárosa és egyben legnagyobb városa. Közel hét millió lakosával (elővárosokkal, 2023-ban) az egyik legnépesebb metropolisz Kelet-Afrikában.

## Földrajz
Dél-Kenyában az Athi-folyó mellett fekszik. Az átlagmagasság 1624 m.

### Éghajlat
Nairobi szubtrópusi hegyvidéki éghajlattal rendelkezik. A nagy tengerszint feletti magassága miatt az éjszakák különösen hűvösek a városban, júniusban és júliusban a hőmérséklet éjszaka akár 10 °C alá is csökkenhet. Az év legmelegebb része a decembertől márciusig tartó időszak.
| Hónap                                                                         | Jan. | Feb. | Már. | Ápr. | Máj. | Jún. | Júl. | Aug. | Szep. | Okt. | Nov. | Dec. | Év   |
| ----------------------------------------------------------------------------- | ---- | ---- | ---- | ---- | ---- | ---- | ---- | ---- | ----- | ---- | ---- | ---- | ---- |
| Átlagos max. hőmérséklet (°C)                                                 | 25,5 | 26,7 | 26,8 | 25,0 | 23,6 | 22,5 | 22,0 | 22,7 | 25,0  | 25,7 | 24,0 | 24,4 | 24,5 |
| Átlaghőmérséklet (°C)                                                         | 18,0 | 18,8 | 19,4 | 19,2 | 17,8 | 16,3 | 15,6 | 15,9 | 17,3  | 18,5 | 18,4 | 18,1 | 17,8 |
| Átlagos min. hőmérséklet (°C)                                                 | 10,5 | 10,9 | 12,1 | 13,4 | 12,1 | 10,0 | 9,2  | 9,1  | 9,7   | 11,3 | 12,7 | 11,7 | 11,1 |
| Átl. csapadékmennyiség (mm)                                                   | 58   | 50   | 92   | 242  | 289  | 38   | 17   | 24   | 31    | 60   | 149  | 107  | 1157 |
| Havi napsütéses órák száma                                                    | 288  | 268  | 266  | 204  | 189  | 159  | 130  | 127  | 180   | 226  | 198  | 257  | 2492 |
| Forrás: Hong Kong Observatory, World Meteorological Organisation, BBC Weather |      |      |      |      |      |      |      |      |       |      |      |      |      |

## Történelem
Nairobi fiatal város, az 1890-es években egy brit tábor volt. A helyet a maszájok nevezték Nairobinak, ami a nyelvükön azt jelenti: a hűs víz helye.
1899-ben a Mombasa-Uganda vasútvonal építői alapították. 1905-ben a Brit Kelet-afrikai Védnökség közigazgatási központja lett.
1899 és 1905 között brit tartományi főváros lett. 1905-ben Brit Kelet-Afrika tartomány fővárosa lett. 1963-ban a független Kenya fővárosa.

## Ipara
A fejlődő kenyai iparnak csaknem fele a fővárosba összpontosul. A város keleti részén tömörülő üzemek a környék fejlett mezőgazdaságának termékeit; kávét, teát, ananászt, tejet, húst, gabonát dolgozzák fel, valamint a helyi fogyasztó piac számára állítanak elő közszükségleti cikkeket: ruházati termékeket, bőrárut, bútort, gumiabroncsot állítanak elő. A pályaudvar mellett pedig nagy vasúti járműjavítók üzemelnek.

## Lakosság

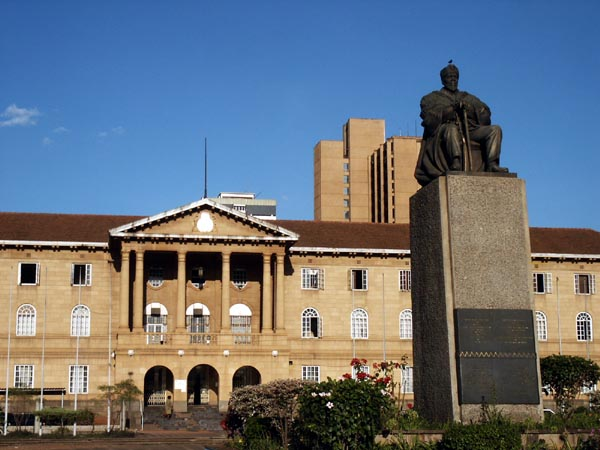
Nairobi, a parlament épülete

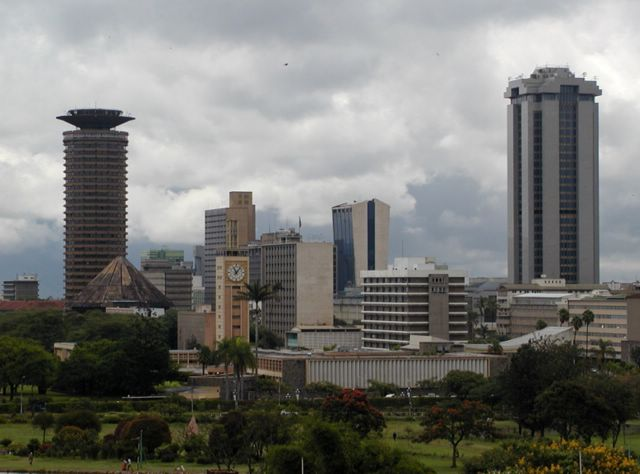
Nairobi központja

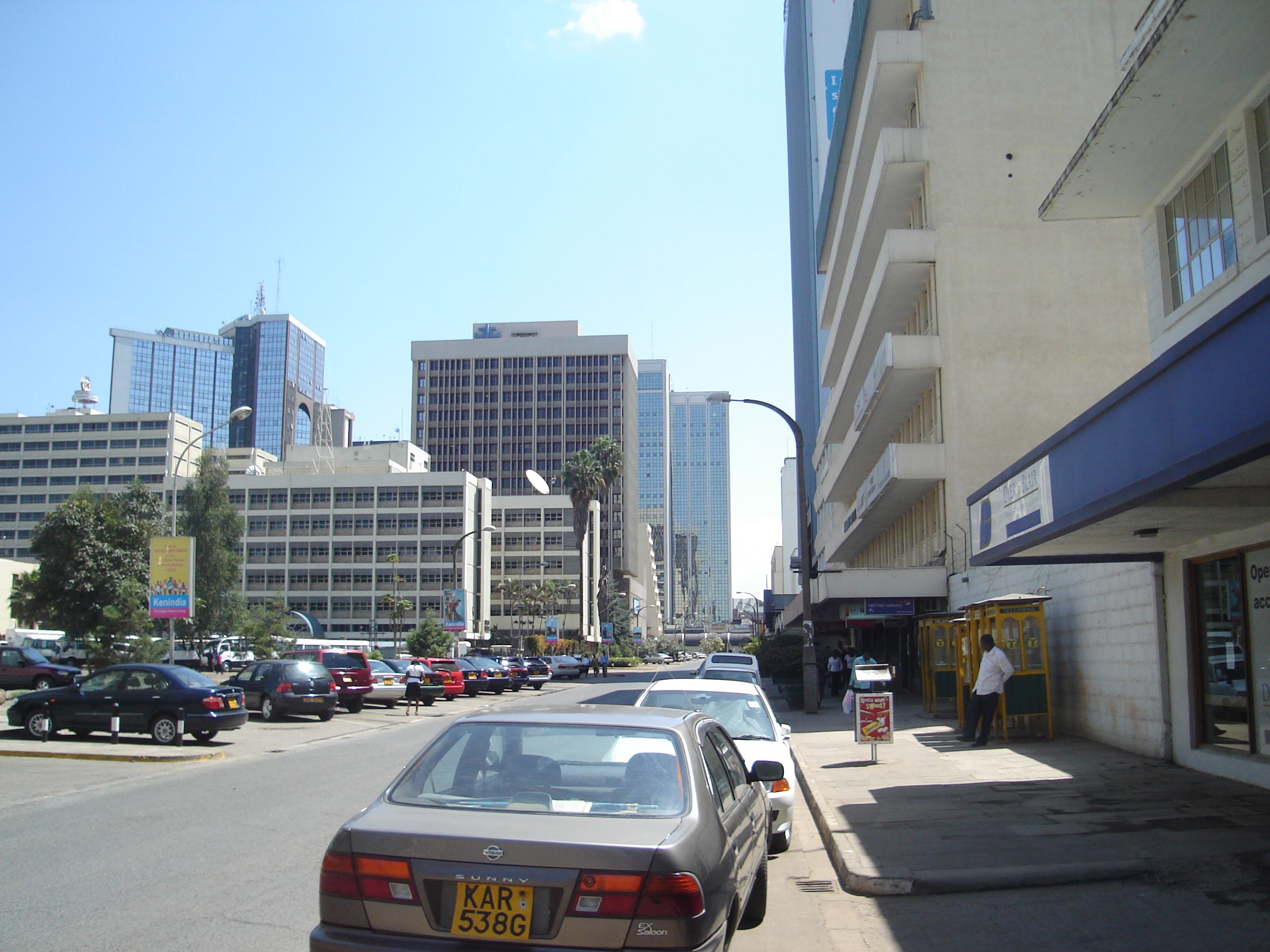
Belvárosi utcakép vasárnap

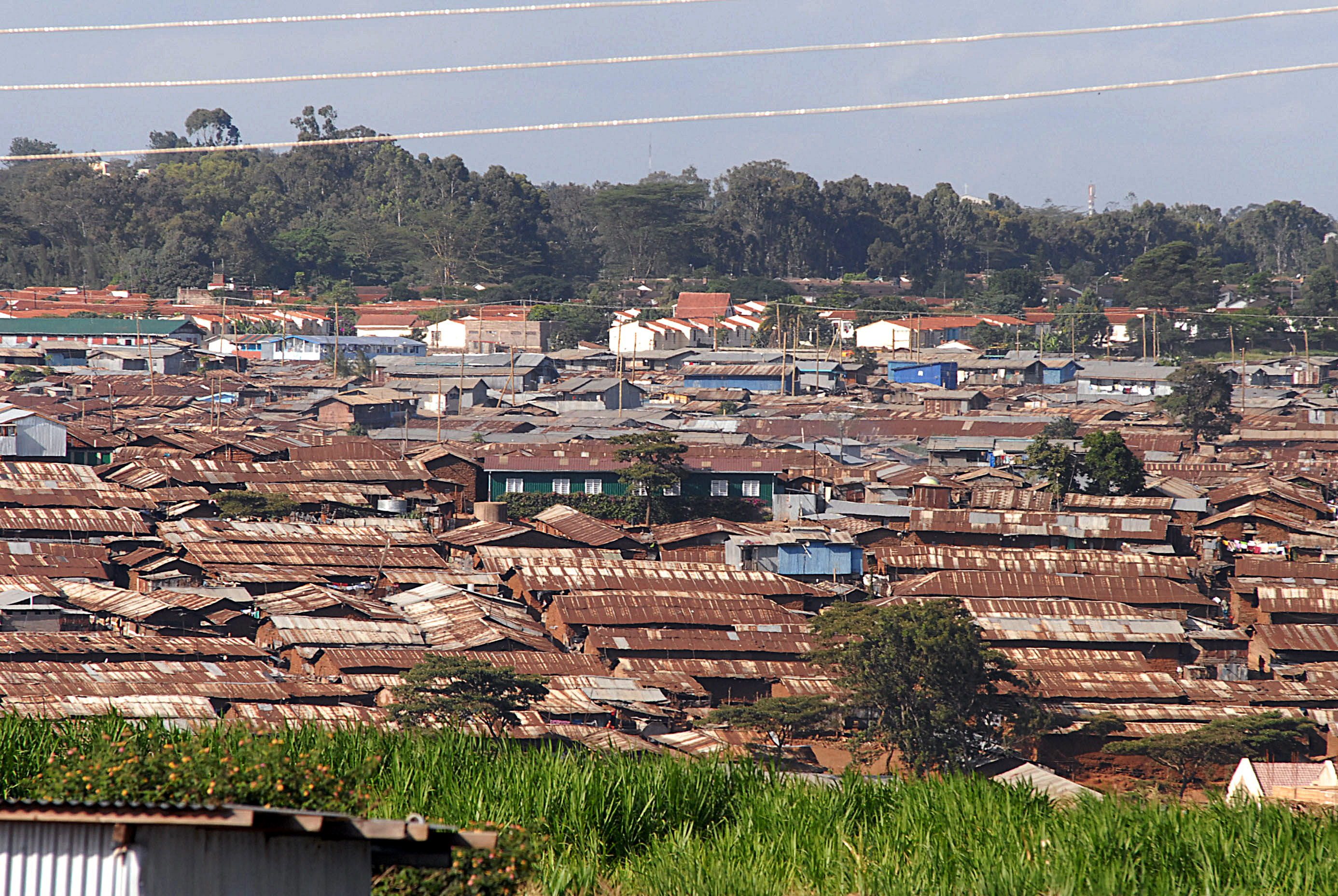
Nyomornegyed, Kibera

| Év   | Lakosság  |
| ---- | --------- |
| 1906 | 11,500    |
| 1911 | 14,000    |
| 1921 | 24,300    |
| 1926 | 29,900    |
| 1929 | 32,900    |
| 1931 | 47,800    |
| 1939 | 61,300    |
| 1944 | 108,900   |
| 1948 | 119,000   |
| 1955 | 186,000   |
| 1957 | 221,700   |
| 1960 | 251,000   |
| 1962 | 266,800   |
| 1965 | 380,000   |
| 1969 | 509,300   |
| 1979 | 827,775   |
| 1989 | 1,324,570 |
| 1995 | 1,810,000 |
| 1999 | 2,143,254 |
| 2005 | 2,750,561 |

## Látnivalók
- Nemzeti múzeum
- Parlament
- Városháza
- Vasútmúzeum
- Nemzeti könyvtár
- Nemzeti színház
- Nairobi nemzeti park: 1946-ban alapították 120 négyzetkilométeren. 150 féle állatot láthatnak itt az érdeklődők.
- Zsiráf Center
- Bomas of Kenya
- City Market

## Közlekedés
A városban a busz (City Hoppa), a matatu (mikrobusz 9-16 személy szállítására, rövidtávú helyközi járatként, de Nairobin belül is alkalmasak a közlekedésre) és a taxi a legfontosabb közlekedési eszköz. Villamos és metró nincsen. A városban kevés a közlekedési lámpa, a forgalmat a rendőrök irányítják.
A város nemzetközi repülőtere a Jomo Kenyatta nemzetközi repülőtér, másik jelentős repülőterei a Wilson repülőtér és a Moi Légibázis.

## A város szülöttei
- Richard Dawkins angol zoológus, etológus, evolúcióbiológus.
- Richard Leakey paleontológus
- Catherine Ndereba kenyai maratonfutó, olimpiai bajnok
- Kiran Shah kenyai színésznő
- Roger Whittaker angol énekes, dalszerző (1936–2023)
- Paddy Lowe, a Mercedes Formula–1-es csapatának technikai igazgatója

## Testvértelepülések
- Denver, USA